# Chrysopa behni
Chrysopa behni là một loài côn trùng trong họ Chrysopidae thuộc bộ Neuroptera. Loài này được Beuthin miêu tả năm 1875.